# 17925 Dougweinberg
A 17925 Dougweinberg (ideiglenes jelöléssel 1999 GQ17) a Naprendszer kisbolygóövében található aszteroida. A LINEAR projekt keretében fedezték fel 1999. április 15-én.